# 2MASS J14111735+3936363
2MASS J14111735+3936363 ist ein Brauner Zwerg im Sternbild Bärenhüter. Er wurde 2000 von J. Davy Kirkpatrick et al. entdeckt.
Er gehört der Spektralklasse L1.5 an. Seine Position verschiebt sich aufgrund seiner Eigenbewegung jährlich um 0,92 Bogensekunden.